# Simopelta curvata
Simopelta curvata är en myrart som först beskrevs av Mayr 1887.  Simopelta curvata ingår i släktet Simopelta och familjen myror. Inga underarter finns listade i Catalogue of Life.